# Чжан Тяньи
Чжан Тяньи́ (кит. 张天翼, пиньинь 	Zhāng Tiānyì, 26 сентября 1906 — 28 апреля 1985) — китайский писатель, мастер короткого рассказа. Был депутатом Всекитайского собрания народных представителей.

## Биография
Чжан Тяньи родился в семье учителя. Работал чиновником, сотрудником газеты, учителем.
С конца 1920-х годов прошлого века профессионально занялся писательской деятельностью. Наиболее активный период его творчества — 1928—1936, когда были написаны:
- романы:
  - 1933 — «Один год» («И нянь»),
  - 1935 — «В городе» («Цзай чэнши ли»),
- повести:
  - 1931 — «Записки из мира духов» («Гуй ту жицзи»),
  - 1936 — «В день Цинмин» («Цинмин шицзе»).

Чжан Тяньи писал  о простом народе, о крестьянской доле, о росте  самосознания и борьбе за достойное человека существование. 
С психологической достоверностью нарисовал он образ интеллигента, терзаемого противоречиями и не умеющего найти место в жизни.
Чжан Тяньи в своих книгах выступает против милитаристов, коррупции, взяточничества и карьеризма. В 1937—1945, во время Национально-освободительной войны китайского народа против японских захватчиков, он создал несколько сатирических произведений, в том числе, рассказ «Господин Хуа Вэй», в котором автор высмеивает демагога гоминьдановца.
После создания КНР, Чжан Тянь-и редактировал журнал «Народная литература» («Жэнь-минь вэньсюэ»). Также, он писал книги для детей.
Долгое время считалось, что «со второй половины 60-х годов XX века судьба писателя неизвестна».

#### Книги для детей
- 1949 — «Линь большой и Линь маленький»;
  - 1958 — Русский перевод[4].
- 1954 — «Рассказ о Ло Вэнь-ине»
  - 1956 — В русском переводе: «Друзья-пионеры»
- 1959 — «Секрет драгоценной тыквы»;
  - 1958 — Русский перевод.

## Критика[5][6]
«Записки из мира духов», Тянь-и Чжан.
Продолжая свифтовские традиции, Чжан Тянь-и написал едва ли не первую в китайской литературе антиутопию, и сегодня остающуюся одной из вершин сатирической фантастики в Китае. Н. Федоренко

Повесть опубликована в журнале «Иностранная литература» № 9, 1970

## Экранизации
В 2007 году при сотрудничестве с Walt Disney Productions был снята экранизация «Секрета драгоценной тыквы» китайско-гонкогского производства под названием «Тайна волшебной тыквы». Премьера в Китае состоялась 29 июня 2007 года.